# José Ignacio Wert

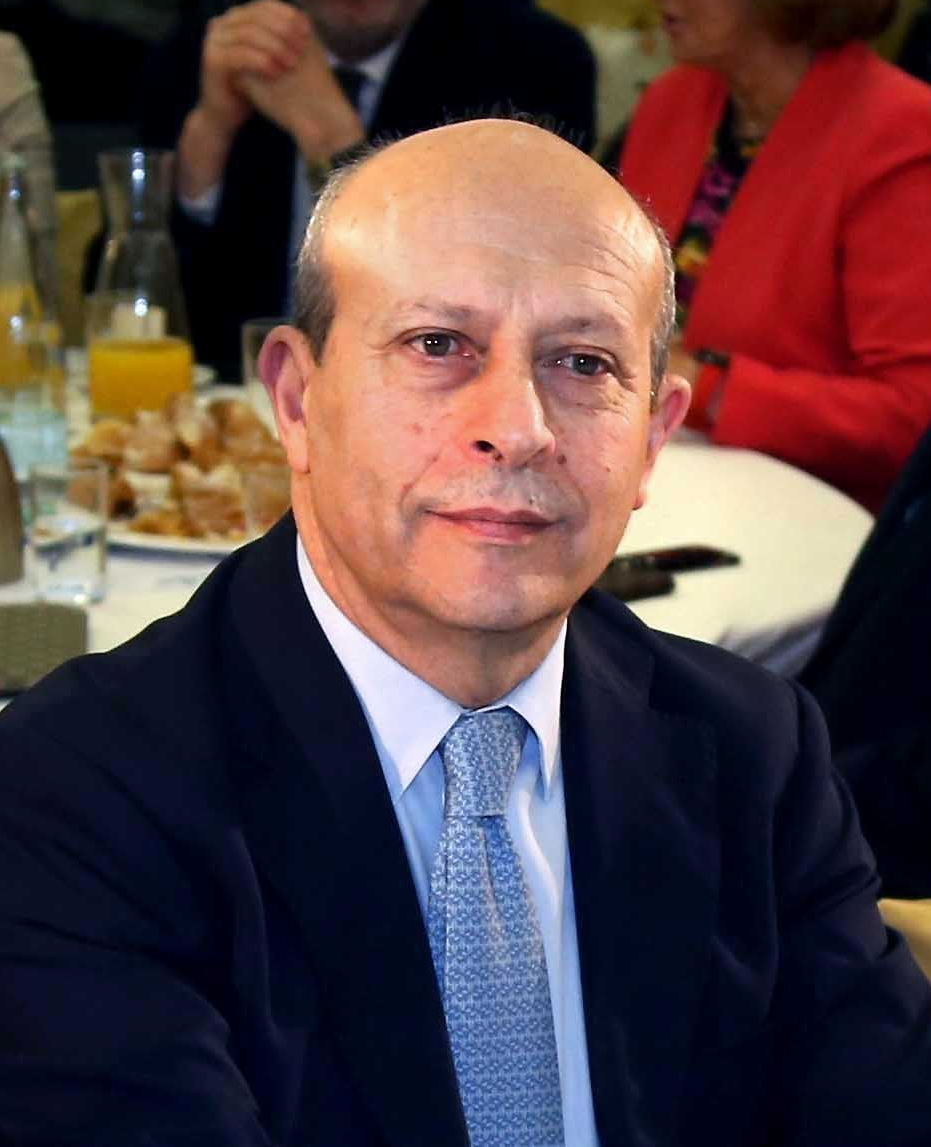
José Ignacio Wert

José Ignacio Wert Ortega (* 18. Februar 1950 in Madrid) ist ein spanischer Politiker der Partido Popular und Soziologe.

## Leben und Karriere
Wert studierte bis 1972 Rechtswissenschaft an der Universität Complutense Madrid. Anschließend arbeitete er in der Rundfunkanstalt Radiotelevisión Española und ab 1978 als Soziologe im Staatsdienst, unter anderem am Centro de Investigaciones Sociológicas.
Er war ab 1977 Mitglied der Partei Unión de Centro Democrático (UCD). Nachdem sich die Partei 1982 aufgelöst hatte, trat er der Partido Demócrata Popular (PDP) bei. 1983 wurde er bei den Kommunalwahlen in den Stadtrat von Madrid gewählt. Bei den Wahlen 1986 errang er einen Sitz im Congreso de los Diputados für den Wahlkreis La Coruña, legte das Mandat aber bereits 1987 wieder nieder. In der Folge arbeitete er bei verschiedenen Meinungsforschungsinstituten. Zwischen Februar 2003 und August 2005 war er für die spanische Bank BBVA tätig.
Vom 22. Dezember 2011 bis 25. Juni 2015 war er Minister für Bildung, Kultur und Sport im Kabinett Rajoy.